# Niphogeton chirripoi
Niphogeton chirripoi är en flockblommig växtart som först beskrevs av Karl Suessenguth, och fick sitt nu gällande namn av Mildred Esther Mathias och Lincoln Constance. Niphogeton chirripoi ingår i släktet Niphogeton och familjen flockblommiga växter. Inga underarter finns listade i Catalogue of Life.